# Botanophila flavidisquama
Botanophila flavidisquama este o specie de muște din genul Botanophila, familia Anthomyiidae. A fost descrisă pentru prima dată de Huckett în anul 1965.
Este endemică în Alaska. Conform Catalogue of Life specia Botanophila flavidisquama nu are subspecii cunoscute.